# Camuflaje multiescala

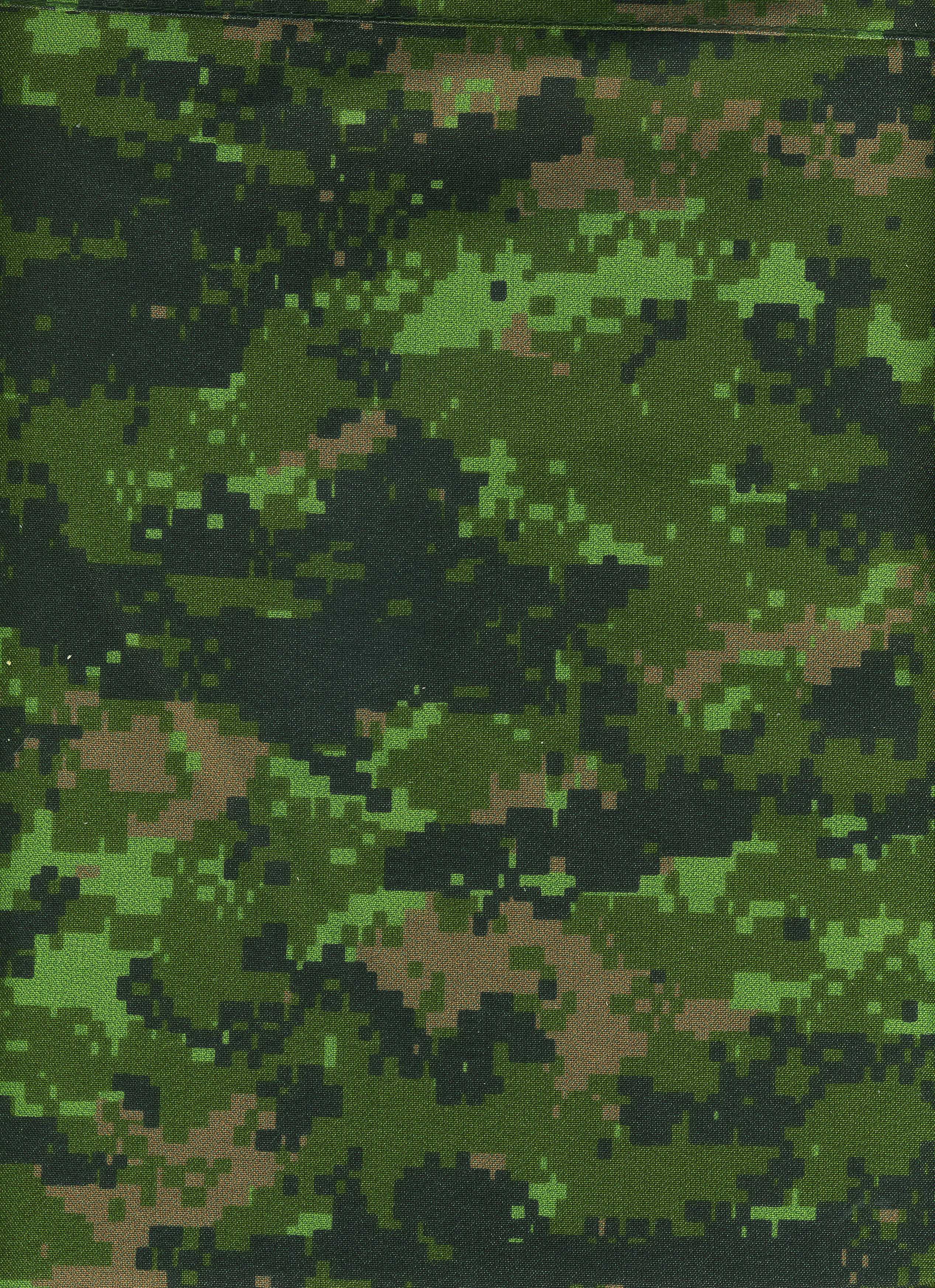
Las Fuerzas Armadas Canadienses fueron el primer ejército en usar camuflaje militar multiescala digital pixelado para todas sus unidades, con su patrón disruptivo llamado CADPAT.

El camuflaje multiescala (o camuflaje digital) es un tipo de camuflaje militar que combina distintas escalas de patrones, pudiendo adoptar un aspecto pixelizado, conseguido mediante asistencia por ordenador. Su función es proporcionar camuflaje a largas distancias o una invariancia de escala, al estilo fractal; por esta razón también se le llama camuflaje fractal. No todos los patrones multiescala están pixelados, aunque estén diseñados también por ordenador. Además, no todos los camuflajes pixelados son de distintas escalas, por lo que el hecho de ser pixelado o digital no garantiza el rendimiento mejorado del camuflaje.
El origen de los patrones de camuflaje multiescala modernos data de 1930, en modo experimental, en Europa, por parte de los ejércitos alemán y soviético. Los digitales datan de 1970, por el afán del Teniente Coronel Timothy O'Neill, del Ejército de los Estados Unidos para camuflar los vehículos militares. Esta idea fue adoptada por el ejército canadiense, desarrollando el CADPAT, emitido principalmente en 2002. Más tarde se cooperó con O'Neill, de los Estados Unidos, creando el MARPAT entre 2002 y 2004.

## Origen

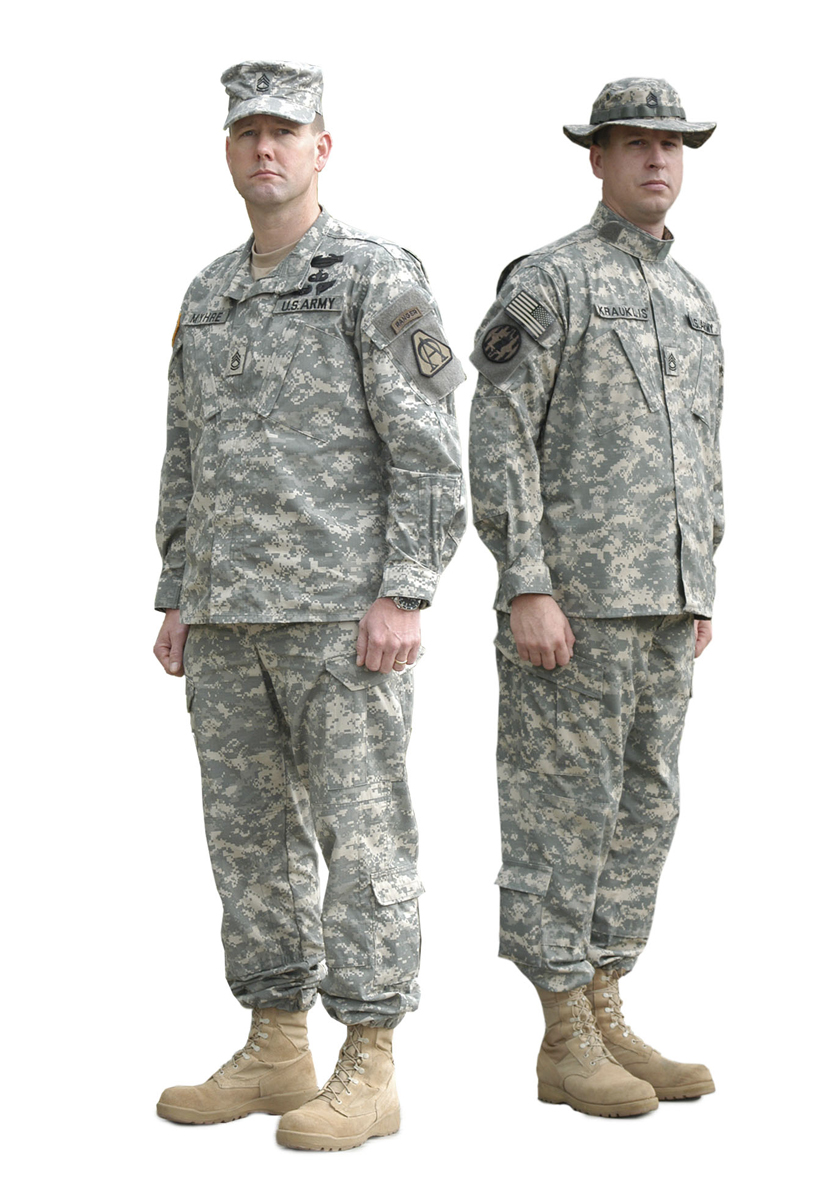
El patrón de camuflaje universal no cuenta con los contrastes necesarios para ocultar a un soldado con eficacia, por lo que a una distancia moderada se ve como un único color.

### Invariancia de escala
La escala de los patrones de camuflaje está relacionada con su función. Cuanto mayor sea la estructura, mayor debe ser el patrón para poder ocultar la forma. Además, los patrones largos son más eficaces a largas distancias, mientras que los pequeños lo son a cortas distancias. Los patrones tradicionales de una única escala funciona bien a la distancia óptima del observador, pero a otras distancias no funcionan adecuadamente. La naturaleza suele adoptar un diseño fractal, las plantas y rocas forman unos patrones de distintas magnitudes y escalas. La idea de los patrones multiescala es conseguir una mimetización que funcione en distintas situaciones.

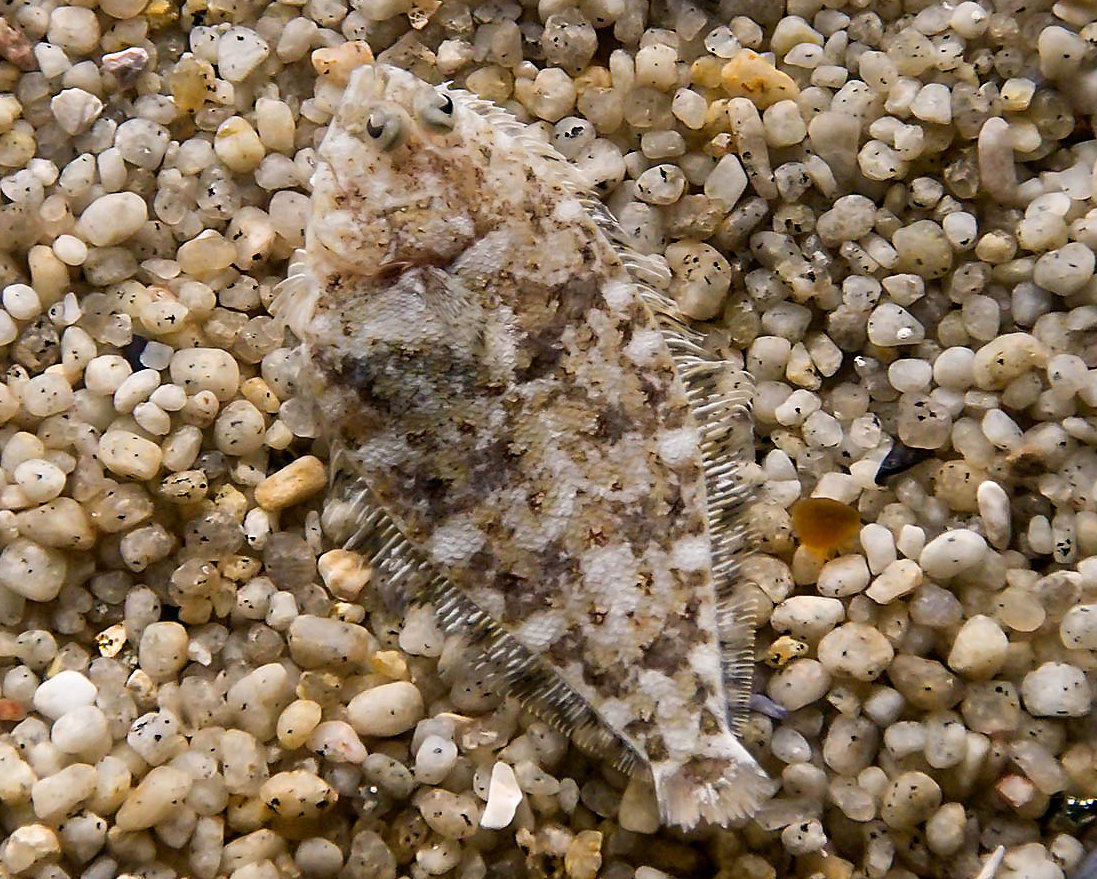
Camuflaje activo y coloración disruptiva de un lenguado.

Hay algunos animales, como el lenguado, que tienen la habilidad de adaptar sus patrones de camuflaje al entorno, siendo extremadamente efectivos, eligiendo los patrones más idóneos para protegerse.

### Concesiones de diseños

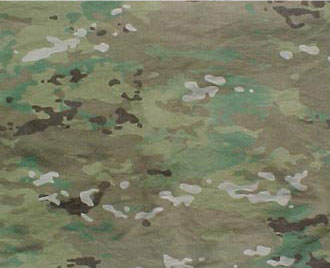
El patrón de camuflaje operacional tiene un patrón disruptivo, no pixelado, sustituyendo al universal en 2015.

Cuando a un camuflaje se le llama "digital", quiere decir, en la mayoría de los casos, que están diseñados por ordenador al estilo píxel. El término a veces se utiliza para camuflajes generados por ordenador, pero que no son pixelados, como el MultiCam y el patrón italiano fractal, llamado Vegetato. Ni la pixelación ni la digitalización contribuyen al efecto del camuflaje. El estilo pixelado, sin embargo, simplifica el diseño y facilita la impresión en tela, en comparación con los patrones tradicionales.
El proceso de diseño engloba distintos factores, como el color, el contraste y sobre todo el efecto disruptivo. Si no se tienen en cuenta todos los factores que lo engloban, el resultado será pobre. El ejército de los Estados Unidos diseñó el camuflaje universal UCP (Universal Camouflage Pattern), por ejemplo, adoptó pruebas limitadas que se realizaron en 2003, tuvo un rendimiento pobre por culpa del poco contraste de los patrones  y la selección arbitraria de colores, ninguno de los cuales se podía salvar de la digitalización del patrón geométrico. El diseño se reemplazó en 2015 por el Operational Camouflage Pattern, un patrón no pixelado.

## Historia

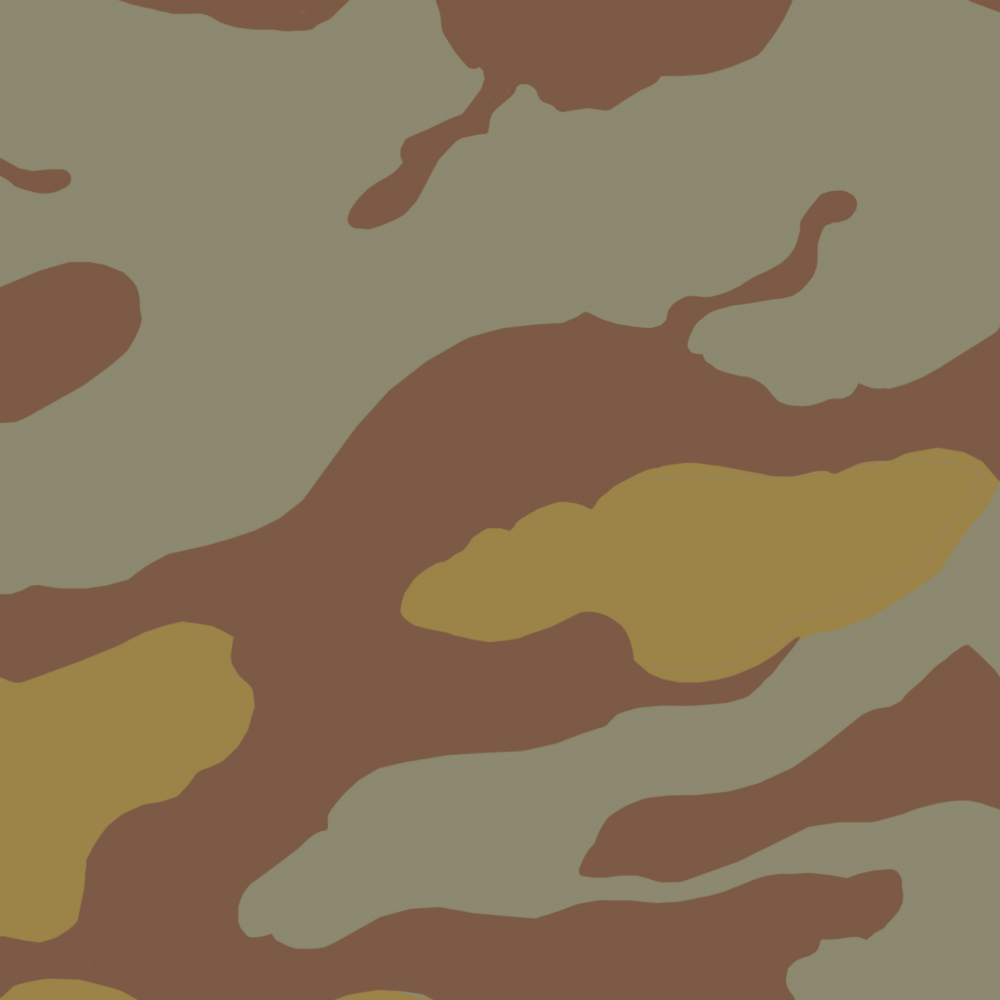
Camuflaje italiano Telo Mimetico, usado por primera vez en 1929

### Desarrollo entre guerras en Europa
La idea del patrón multiescala se extendió durante el período de entreguerras en Europa. Se empezaron a fabricar rápidamente, como el Telo Mimetico italiano de 1929, con elementos grandes y pequeños en sus patrones.

### Experimentos alemanes de la II GM

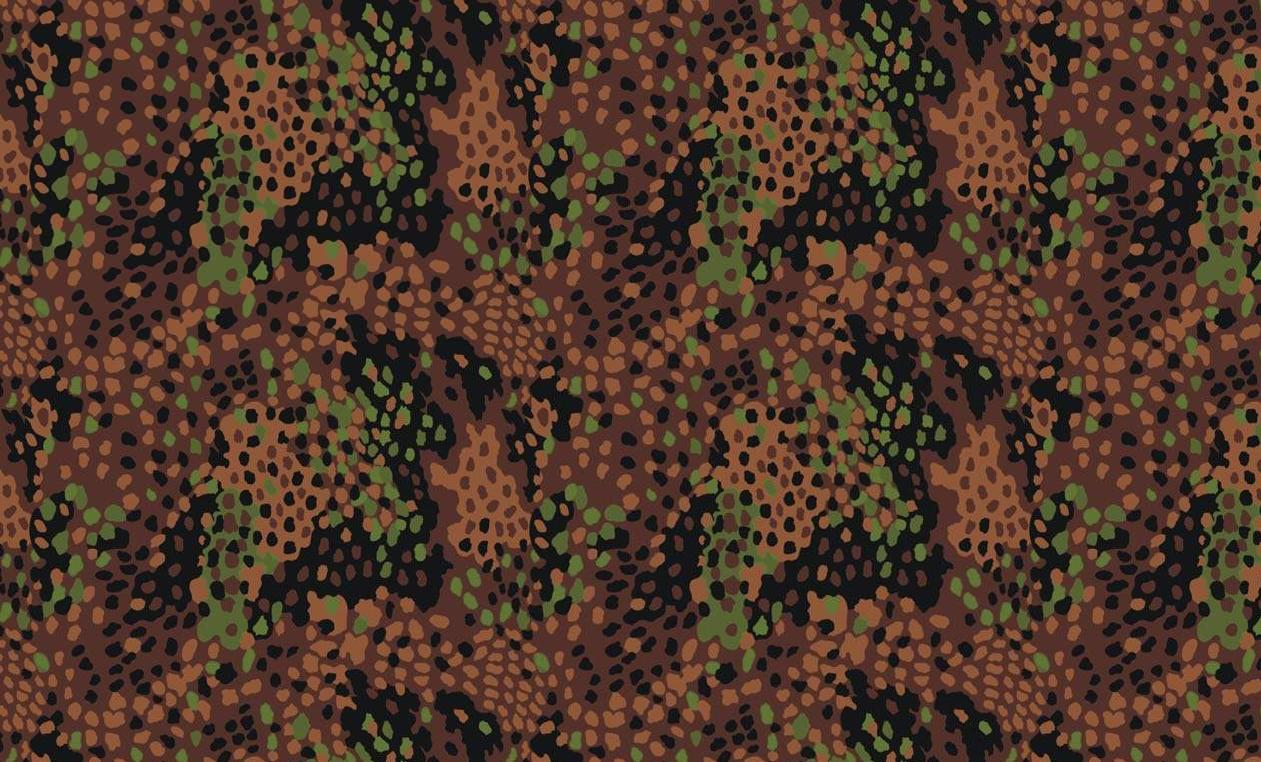
Patrón Erbsenmuster de las Waffen-SS en 1944. Combinación de patrones pequeños y grandes.

Durante la Segunda Guerra Mundial, Johann Georg Otto Schick diseñó una serie de patrones, como el Platanenmuster (patrón de árbol plano) y el erbsenmuster (patrón de guisantes) para las Waffen-SS, combinando micro y macropatrones en un mismo esquema.
El ejército alemán desarrolló otra idea en 1970, el Flecktarn, que combina formas pequeñas con impresión de movimiento; esto hacía que fuese complicado discernir formas u objetos en dichos patrones.

### Experimentos rusos de la II GM
Las formas pixeladas se habían ideado antes de que existiera el diseño asistido por ordenador, el ejército soviético ya los utilizaba como patrones de camuflaje en su "TTsMKK", desarrollado en 1944 y 1945. El usa tonos verde oliva, color arena y negro a la vez.

### Camuflaje de tanques de 1970
En los 70, el Teniente Coronel Timothy O'Neill del Ejército de los Estados Unidos sugirió el uso de patrones de camuflaje que consistieran en bloques de colores, los cuales eran más efectivos que los tradicionales. La idea de O'Neill consistía en crear un complejo patrón de cuadrados o píxeles de 2 plg (5 cm), por lo que sería efectivo tanto a largas como a cortas distancias.

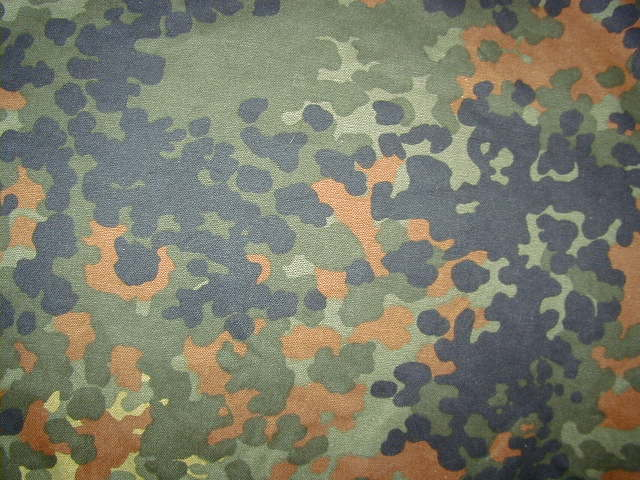
Camuflaje alemán moderno Flecktarn de 1990, desarrollado a partir de un patrón de 1938, no es digital sino que tiene invariancia de escala.

### Patrones digitales y fractales del 2000

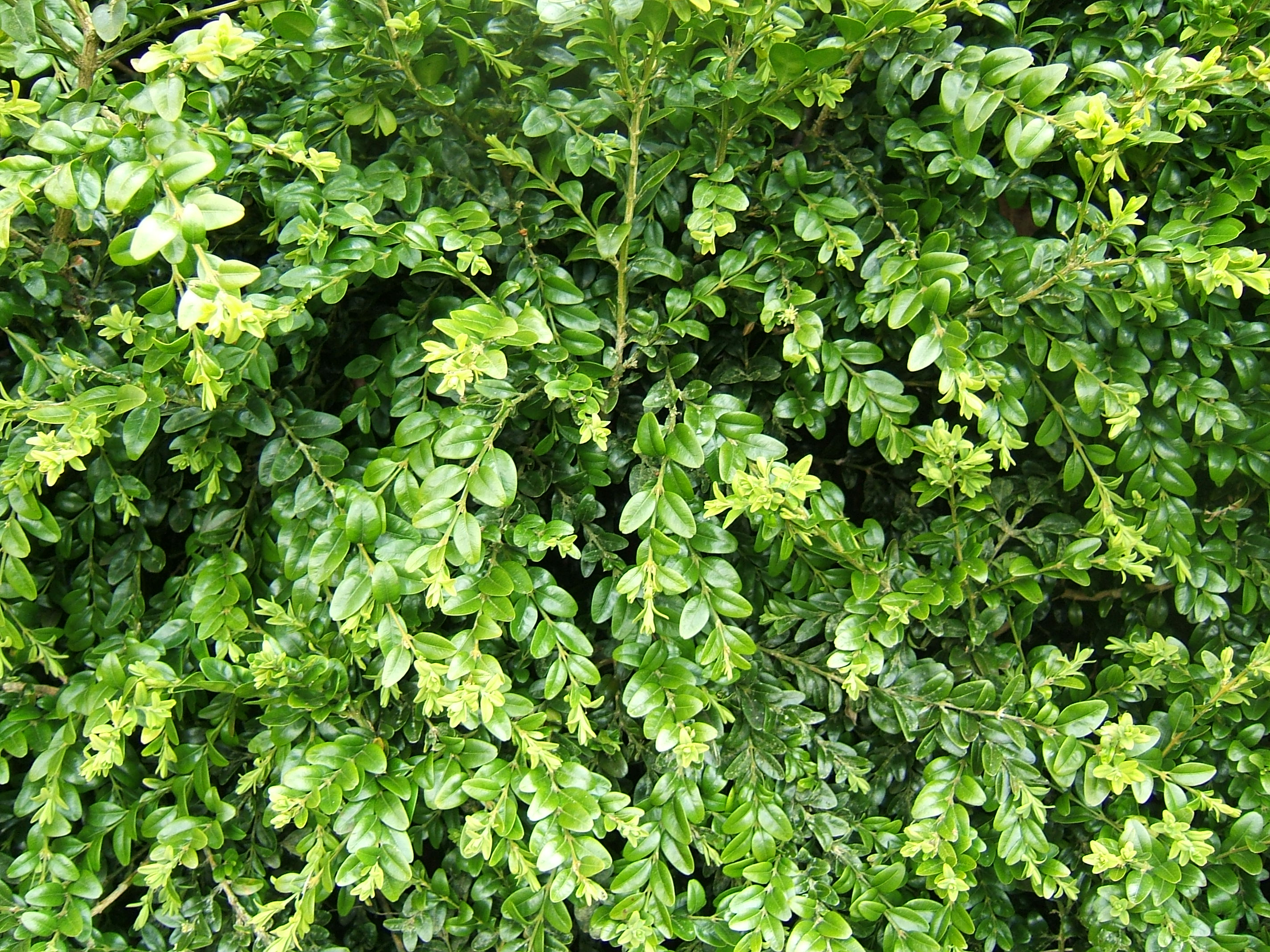
Hay patrones en la naturaleza, como las hojas de la buxus sempervirens, que suelen camuflarse a la vista humana.

En el año 2000, se combinó la idea de O'Neill con patrones como el Flecktarn alemán para crear un camuflaje de patrones pixelados para el uniforme de guerra, como el CADPAT de las Fuerzas Armadas Canadienses, empleado en 2002 y el MARPAT de los Marines de los Estados Unidos, entre 2002 y 2004. Los patrones CADPAT y MARPAT tienen un aspecto fractal, similar a los patrones vegetales en la naturaleza, diseñados para funcionar en dos escalas. Un objeto camuflado con MARPAT lleva unos 2 segundos y medio más en ser detectado que el antiguo camuflaje de la OTAN, que era de una única escala, pudiéndose ocultar además a un 20% más de distancia que el uniforme anterior.
Los patrones fractales funcionan porque el sistema visual del ser humano discrimina eficazmente las imágenes con distintas dimensiones fractales u otras estadísticas de segundo orden, como el espectro de frecuencia espacial de Fourier; los objetos solo se distinguen cuando resaltan del fondo.
O'Neill ayudó a los Marine Corps a desarrollar el primer patrón digital para vehículos, así como uniformes, con un esquema de dos colores, uno para bosque y otro para desierto.